# Donovan McNabb
Donovan Jamal McNabb (Chicago, 25 novembre 1976) è un ex giocatore di football americano statunitense che ha giocato nel ruolo di quarterback per tredici stagioni nella National Football League (NFL).
Fu il quarterback dei Philadelphia Eagles dal 1999 al 2009 e trascorse la stagione 2010 coi Washington Redskins oltre che una parte del 2011 coi Minnesota Vikings. Al college, McNabb giocò football e basketball per la Syracuse University. Gli Eagles lo scelsero come secondo assoluto nel Draft NFL 1999.
McNabb guidò gli Eagles a quattro vittorie consecutive della division NFC East (2001, 2002, 2003 e 2004), a cinque finali della NFC (2001, 2002, 2003, 2004, e 2008) e ad un Super Bowl (il Super Bowl XXXIX, in cui la sua squadra fu sconfitta dai New England Patriots). Forse la sua giocata più famosa è quella conosciuta come "4th and 26", che ebbe luogo contro i Green Bay Packers nei minuti finali dei Divisional playoff della NFC nel 2003.
È il leader di tutti i tempi degli Eagles per vittorie in carriera, passaggi tentati e completati, yard passate e touchdown passati. Il 29 luglio 2013 gli Eagles hanno annunciato che avrebbero ritirato il numero 5 indossato da McNabb il 19 settembre 2013.

## Palmarès

### Franchigia
- National Football Conference Championship: 1

Philadelphia Eagles: 2004

### Individuale
- Convocazioni al Pro Bowl: 6

2000, 2001, 2002, 2003, 2004, 2009
- Giocatore offensivo dell'anno della NFC: 1

2004
- Giocatore offensivo del mese della NFC: 1

settembre 2005
- Quarterback della settimana: 1

settimana 1 del 2008
- Formazione ideale del 75º anniversario dei Philadelphia Eagles
- Numero 5 ritirato dai Philadelphia Eagles

## Statistiche
| Anno    | Squadra | Partite | Partite tit. | Tentati | Completi | % Completi | Yard   | Yard/Tent. | Touchdown | Intercetti | Rating |
| ------- | ------- | ------- | ------------ | ------- | -------- | ---------- | ------ | ---------- | --------- | ---------- | ------ |
| 1999    | PHI     | 12      | 6            | 216     | 106      | 49.1       | 948    | 4.9        | 8         | 7          | 60.1   |
| 2000    | PHI     | 16      | 16           | 569     | 330      | 58.0       | 3,365  | 5.91       | 21        | 13         | 77.8   |
| 2001    | PHI     | 16      | 16           | 493     | 285      | 57.8       | 3,233  | 6.56       | 25        | 12         | 84.3   |
| 2002    | PHI     | 10      | 10           | 361     | 211      | 58.4       | 2,289  | 6.34       | 17        | 6          | 86.0   |
| 2003    | PHI     | 16      | 16           | 478     | 275      | 57.5       | 3,216  | 6.73       | 16        | 11         | 79.6   |
| 2004    | PHI     | 15      | 15           | 469     | 300      | 64.0       | 3,875  | 8.26       | 31        | 8          | 104.7  |
| 2005    | PHI     | 9       | 9            | 357     | 211      | 59.1       | 2,507  | 7.00       | 16        | 9          | 85.0   |
| 2006    | PHI     | 10      | 10           | 316     | 180      | 57.0       | 2,647  | 8.36       | 18        | 6          | 95.5   |
| 2007    | PHI     | 14      | 14           | 473     | 291      | 61.5       | 3,324  | 7.00       | 19        | 7          | 89.9   |
| 2008    | PHI     | 16      | 16           | 571     | 345      | 60.4       | 3,916  | 6.90       | 23        | 11         | 86.4   |
| 2009    | PHI     | 14      | 14           | 443     | 267      | 60.3       | 3,553  | 8.00       | 22        | 10         | 92.9   |
| 2010    | WAS     | 12      | 12           | 437     | 253      | 57.9       | 3,377  | 7.2        | 14        | 15         | 77.1   |
| Totale  |         | 154     | 148          | 5,054   | 2,977    | 58.9       | 35,139 | 7.0        | 225       | 111        | 85.8   |
| Playoff |         | 12      | 12           | 419     | 249      | 59.4       | 2,630  | 6.26       | 18        | 12         | 80.1   |

### Record di franchigia dei Philadelphia Eagles
- Maggior numero di passaggi tentati in carriera: (4,746)
- Maggior numero di passaggi completati in carriera: (2,801)
- Maggior numero di yard passate in carriera: (32,873)
- Maggior numero di touchdown passati in carriera: (216)
- Maggior numero di partite da 300 yard passate in carriera: (27)
- Maggior numero di partita da 300 yard passate in stagione: (5, stagione 2004)
- Maggior numero di stagioni con 3.000 yard passate: (7)
- Maggior numero di passaggi tentati in una stagione (571, stagione 2008)
- Maggior numero di passaggi completati in una stagione (345, stagione 2008)
- Maggior numero di yard passate in una stagione (3.916, stagione 2008)
- Migliore percentuale di completato di passaggi in una stagione (Min. 400 tentativi) (64,0%, stagione 2004)
- Maggior numero di apparizione in finale della NFC: (5)
- Maggior numero di drive vincenti in carriera: (23)
- Maggior numero di drive vincenti in una stagione: (5, stagione 2003) (condiviso con Norm Van Brocklin e Randall Cunningham)
- Maggior numero di vittorie in carriera: (92)
- Maggior numero di gare come titolare per un quarterback: (142)